# Dihammatus holzschuhi
Dihammatus holzschuhi is een keversoort uit de familie netschildkevers (Lycidae). De wetenschappelijke naam van de soort werd in 2003 gepubliceerd door Milada Bocáková.